# Mujeres en la crucifixión
La presencia de un grupo de discípulas de Jesús en la crucifixión de Jesús se encuentra en los cuatro Evangelios del Nuevo Testamento. Ha habido diferentes interpretaciones sobre cuántas y qué mujeres estaban presentes. Aunque algunas tradiciones cristianas sostienen que hubo Tres Marías en la cruz, sólo un evangelio lo afirma, y estos nombres difieren de los otros evangelios.

## Comparación narrativa
|                            | Mateo | Marcos | Lucas | Juan                                                                                       |
| -------------------------- | --- | --- | --- | ------------------------------------------------------------------------------------------ |
| Mujeres junto a la cruz    | Mateo 27:55–56 muchas mujeres ... que habían seguido a Jesús desde Galilea, sirviéndole, entre las cuales estaban María Magdalena y María la madre de Santiago y de José y la madre de los hijos de Zebedeo | Marcos 15:40 mujeres ... entre las que se encontraban María Magdalena, y María la madre de Santiago el menor y de José, y Salomé | Lucas 23:49 las mujeres que le habían seguido desde Galilea                                                | Juan 19:25 su madre y la hermana de su madre, María la mujer de Cleofás, y María Magdalena |
| Mujeres en el sepulcro     | Mateo 27:61 María Magdalena y la otra María estaban allí, sentadas frente al sepulcro | Marcos 15:47 María Magdalena y María de Josés vieron dónde estaba depositado                                                     | Lucas 23:55 las mujeres que habían venido con él desde Galilea                                             |                                                                                            |
| Mujeres visitando la tumba | Mateo 28:1 María Magdalena y la otra María | Marcos 16:1 María Magdalena y María la madre de Santiago y Salomé                                                                | Lucas 24:10 María Magdalena y Juana y María la madre de Santiago y las demás mujeres que estaban con ellas | Juan 20:1 María Magdalena                                                                  |

## Interpretaciones

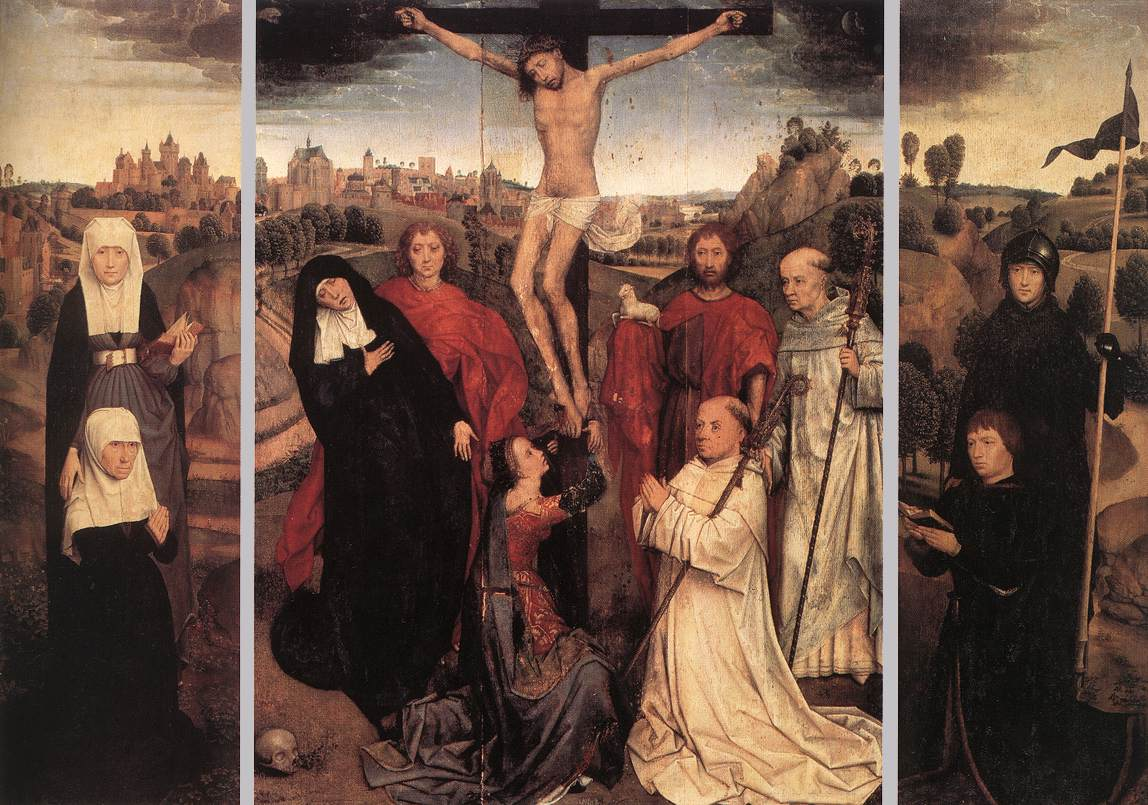
Hans Memeling (c. 1468) - grupo al pie de la cruz

Mateo y Marcos, que hablan de "muchas mujeres" presentes en la crucifixión, mencionan a tres individualmente en la muerte de Jesús y a dos en su entierro. Mateo describe a la tercera persona presente en la muerte como la madre de los hijos de Zebedeo, sin nombrarla. El tercer individuo de Marcos se llama Salomé. Lucas no menciona a ninguno individualmente. Juan menciona a cuatro individualmente, incluyendo a la madre de Jesús, María, que no es mencionada por los otros evangelios.
La indicación en Juan 19:25 podría interpretarse como referida a dos, tres o cuatro mujeres. Hay dificultades para tomarla como si presentara una doble aposición, siendo "su madre" María de Cleofás, y "la hermana de su madre" María Magdalena. Si las mujeres son tres, entonces hay una sola aposición, con María de Cleofás presentada como la hermana de la madre de Jesús (a pesar de la incomodidad de tener dos hermanas con el mismo nombre) o bien, ya que el hebreo y el arameo no tenían una palabra específica para "prima", presentada como su prima o su cuñada, con Cleofás considerado el hermano de José. Si no hay aposición, las mujeres son cuatro, como lo entienden Taciano y la Peshitta. Si se opta por la última interpretación, los relatos que los cuatro evangelios dan de las mujeres individuales presentes en la crucifixión son:: 69 
| Mateo                             | Marcos                                      | Lucas | Juan                                 |
| --------------------------------- | ------------------------------------------- | ----- | ------------------------------------ |
|                                   |                                             |       | María (madre de Jesús)               |
| María Magdalena                   | María Magdalena                             |       | María Magdalena                      |
| María, madre de Santiago y José   | María, madre de Santiago el menor y de José |       |                                      |
| La madre de los hijos del Zebedeo |                                             |       |                                      |
|                                   | Salomé                                      |       |                                      |
|                                   |                                             |       | Una hermana de María, madre de Jesús |
|                                   |                                             |       | María de Cleofas                     |

María Magdalena es mencionada por todos los evangelios excepto por Lucas, que no menciona a ningún individuo. María, madre de Santiago y José/José es mencionada por Mateo y Marcos. Las demás son mencionadas por un solo evangelio: María, la madre de Jesús; María, la madre de los hijos de Zebedeo; Salomé; una hermana de María, madre de Jesús; María de Cleofás. Se ha intentado considerar a todas ellas, excepto a María, la madre de Jesús, como diferentes designaciones de la misma mujer.[cita requerida]
Así, se ha supuesto que Salomé es la misma que María de Cleofás y que fue la madre de los hijos de Zebedeo Santiago el Mayor y Juan, y una hermanastra o cuñada de María la madre de Jesús.